# Småtandet savfisk
Småtandet savfisk er en sjælden rokkeart, som er karakteriseret af en forlænget snude besat med talrige tænder. Arten lever i tropiske og subtropiske kystregioner i Atlanterhavet og Middelhavet. Den kan blive op til 7,5 meter lang. Småtandet Savfisk er truet af udryddelse og opført på IUCN ´s røde liste.
Savfisk er ovovivipar dvs. æggene befrugtes og udvikles inde i moderen. Æggenes klækkes inden ungerne fødes.